# Márianosztra
Márianosztra ist eine ungarische Gemeinde im Kreis Szob im Komitat Pest. Dreieinhalb Prozent der Bewohner zählen zur Volksgruppe der Roma.

## Geografische Lage
Márianosztra liegt 43 Kilometer nordwestlich der Hauptstadt Budapest und 5 Kilometer nördlich der Kreisstadt Szob im Börzsöny. Ein Teil des Gemeindegebiets befindet sich als Exklave östlich des Ortes. Die höchste Erhebung auf dem Gemeindegebiet ist der 539 Meter hohe Berg Kopasz-hegy. Nachbargemeinden sind Nagybörzsöny, Kóspallag, Ipolydamásd und Letkés.

## Geschichte
Die erste urkundliche Erwähnung des Ortes stammt aus dem Jahr 1262. Eine bedeutende Veränderung für den Ort geschah im Jahr 1352, als König Lajos das Gebiet dem ungarischen Paulinerorden schenkte und den Bau eines Klosters anordnete, in dem dann 300 Mönche lebten. König Mátyás, János Hunyadi und János Kapistzrán besuchten das Kloster mehrmals.
Nach der Zerstörung des Ortes durch türkische Soldaten siedelten sich in der Region hauptsächlich  slowakischsprachige, aber auch polnische und ungarisch-deutsche Familien an. Auch das Kloster wurde neu errichtet. Nach seiner Fertigstellung nahmen die Pauliner es erneut in Besitz und waren dort bis zur Auflösung des Paulinerordens durch Joseph II. im Jahr 1786 tätig.
Das Klostergebäude wurde während des Franzosenkrieges erst als Militärlager und dann als Lazarett genutzt. Von 1854 bis 1948 fungierte es als Strafanstalt für Frauen, ab 1950 wurde es zum Gefängnis für Männer. Im Jahr 1913 gab es in der damaligen Kleingemeinde 238 Häuser und 1468 Einwohner auf einer Fläche von 3335 Katastraljochen. Sie gehörte zu dieser Zeit zum Bezirk Szob im Komitat Hont. Im Jahr 1950 wurde eine Volksbücherei eröffnet und 1958 rief eine Schauspielgruppe das erste Kino des Ortes ins Leben.

## Bildung
Zu den wichtigen Einrichtungen in Márianosztra zählt die Benedek-Virág-Schule. Die Geschichte der Schule lässt sich bis in das Jahr 1719 zurückverfolgen. Der Unterricht wurde zunächst von  Volkslehrern durchgeführt, ab den 1860er Jahren von Nonnen und ab 1950 von staatlich ausgebildeten Lehrern. Namensgeber für die Schule ist der berühmte paulinischen Schriftsteller und Dichter Benedek Virág (1754–1830), der in Márianosztra lebte. Weitere berühmte Pauliner aus Márianostra sind der ungarische Bibelübersetzer László Ferenc Báthory und der Dichter und Gymnasiallehrer Pál Ányos. In den verschiedenen Abteilungen des Paulinerkollegs konnten Philosophie und Theologie studiert werden.

## Sehenswürdigkeiten
- Benedek-Virág-Gedenktafel, erschaffen von Imre Szabó
- Burgruinen (Bíbervár und Zuvár) mit Befestigungsanlagen
- Ehemaliges Paulinerkloster
- Heimatmuseum (Faluház)
- Kalvarienberg mit Kapelle Fájdalmas szűz, erbaut 1772 im barocken Stil
- Nagy-Lajos-király-Büste, erschaffen von Imre Szabó
- Miklós-Szilvási-Gedenktafel, erschaffen von Imre Szabó
- römisch-katholische Wallfahrtskirche Magyarok Nagyasszonya, erbaut 1719–1738 im barocken Stil
- Stausee (Toronyalja horgásztó)
- Waldbahn Szob–Nagybörzsöny (Szob–Nagybörzsöny erdei vasút)
- Weltkriegsdenkmal, erschaffen von Erzsébet F. Kovács

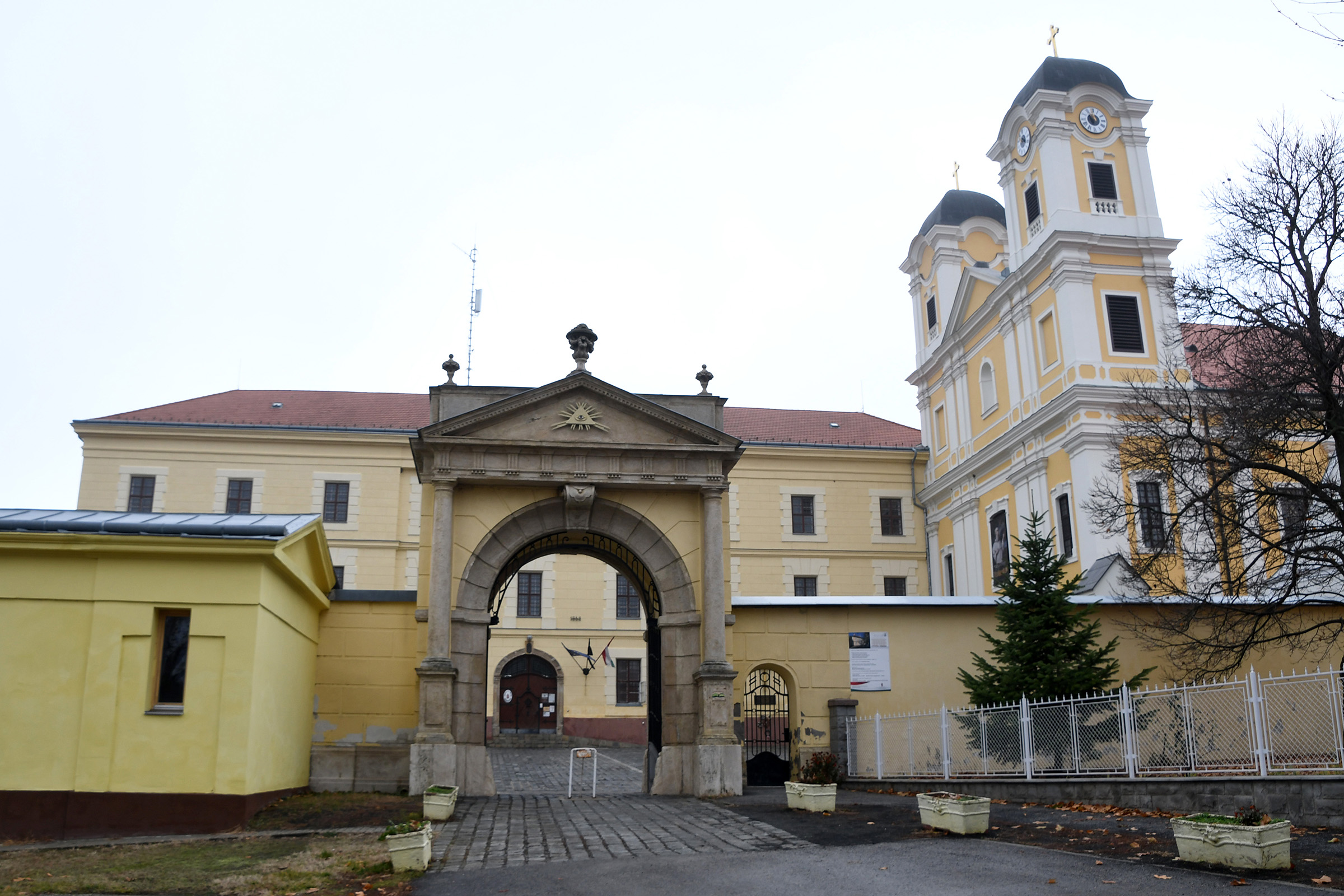
Ehemaliges Klostergebäude und Wallfahrtskirche
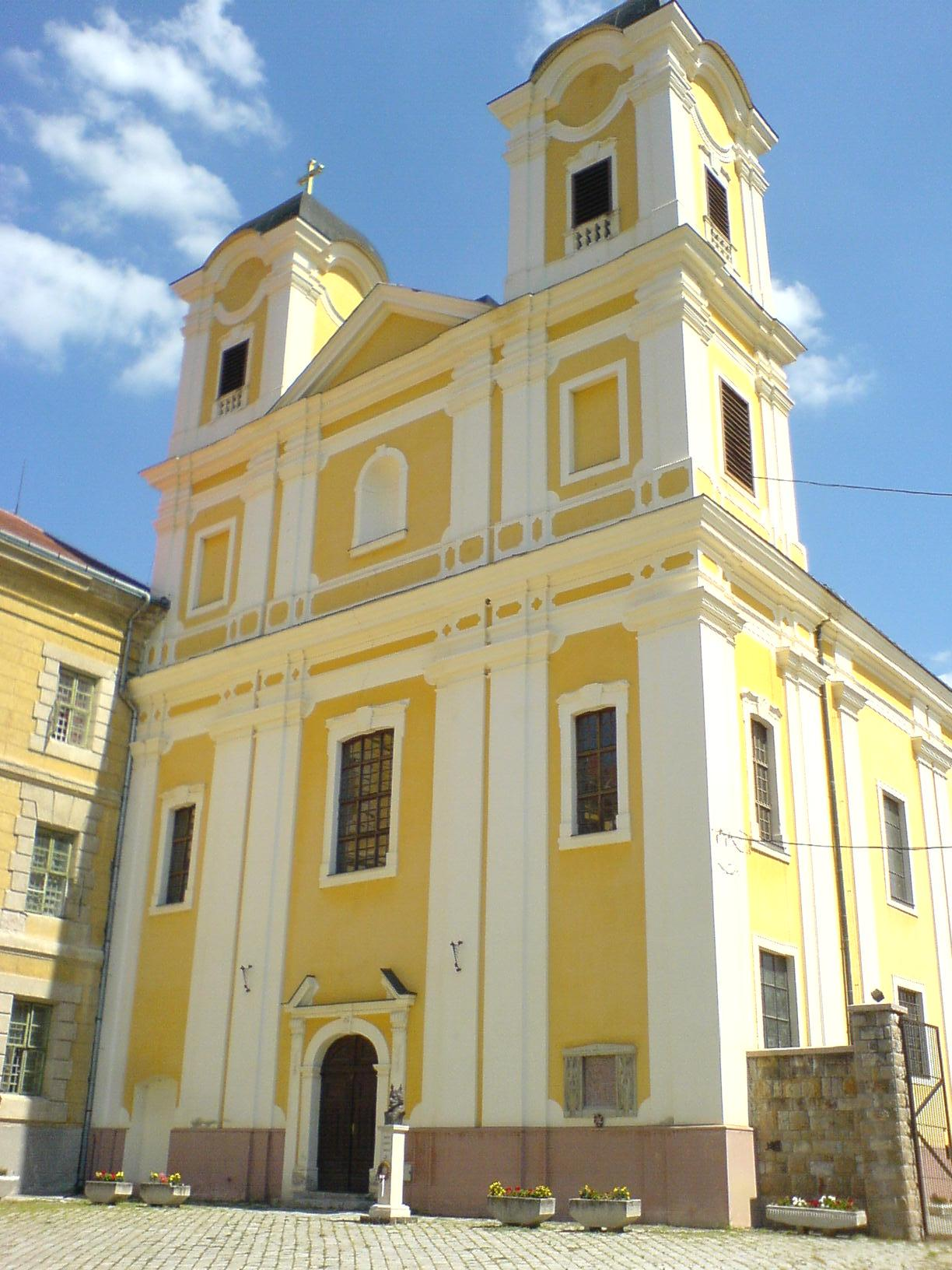
Blick auf die Wallfahrtskirche Magyarok Nagyasszonya
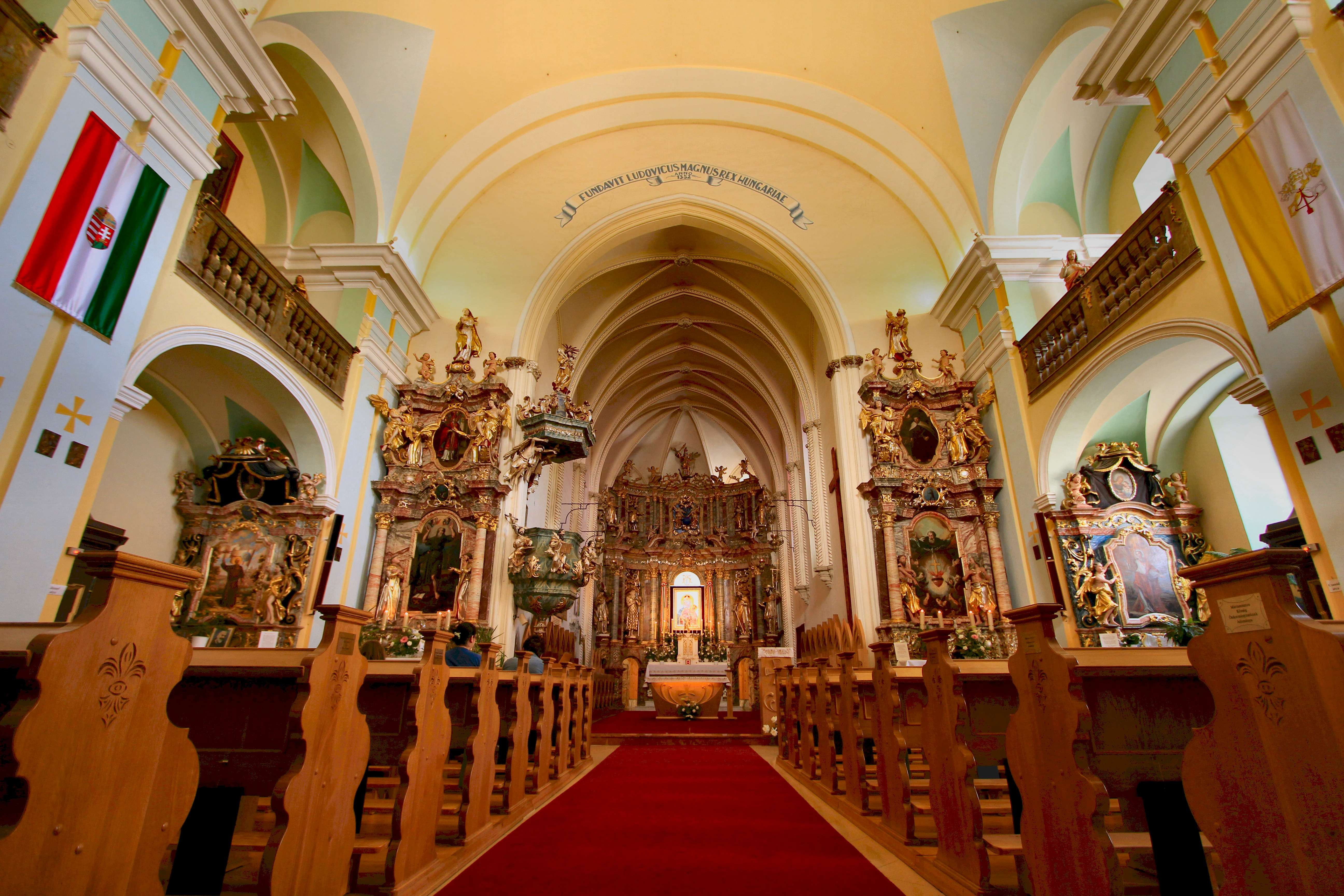
Innenraum der Wallfahrtskirche
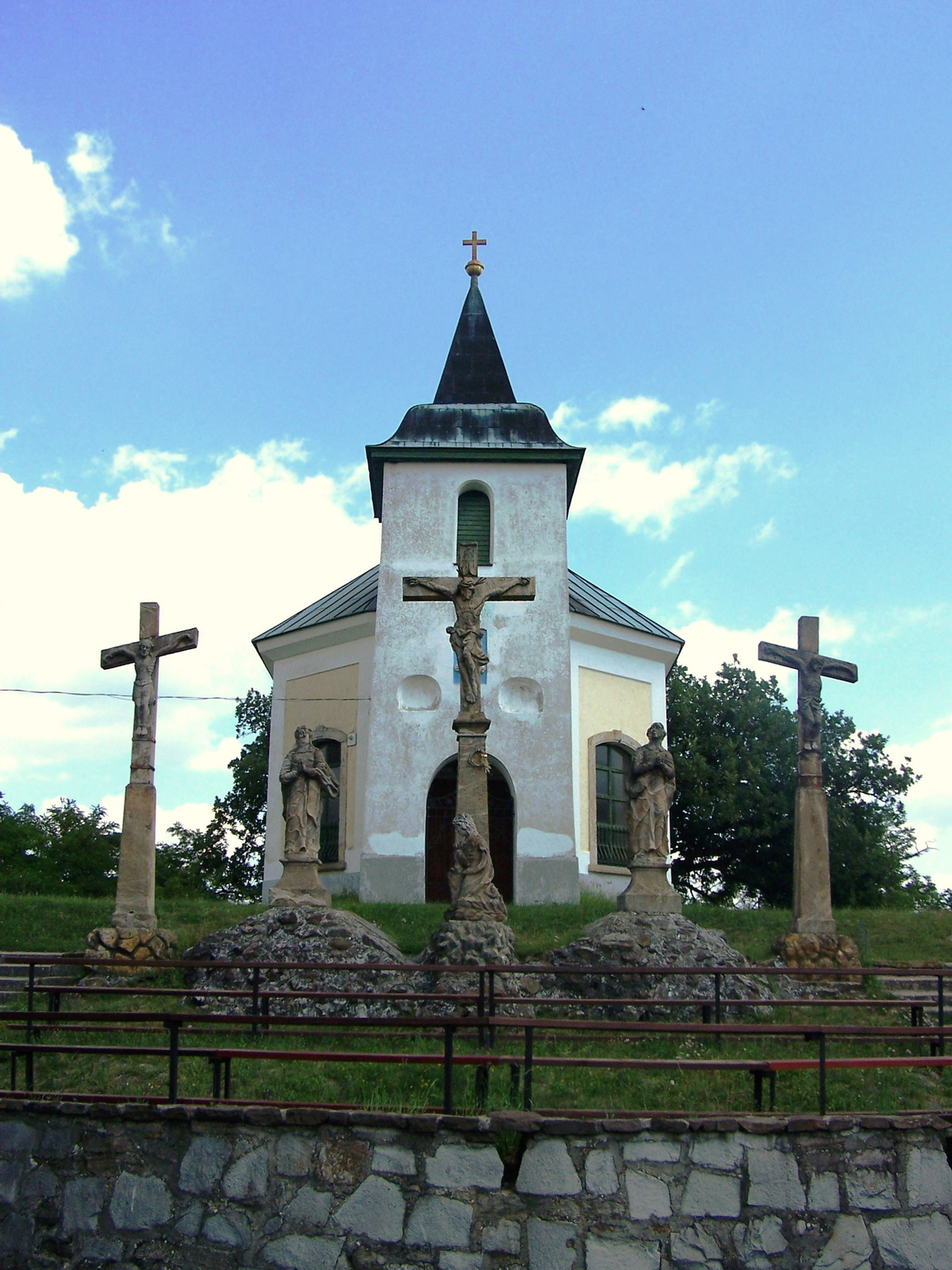
Kapelle Fájdalmas szűz auf dem Kalvarienberg
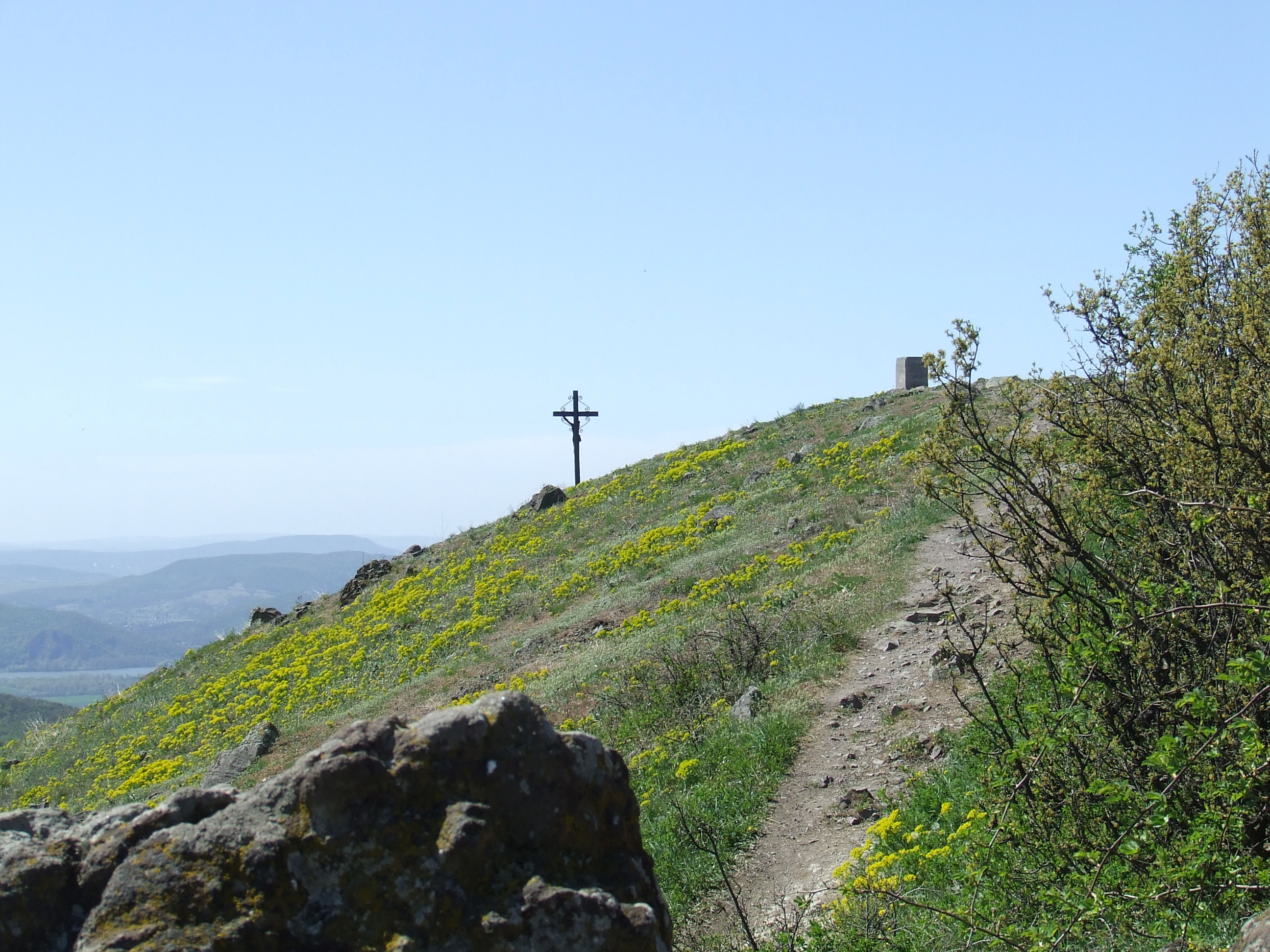
Kreuz am Kopasz-hegy
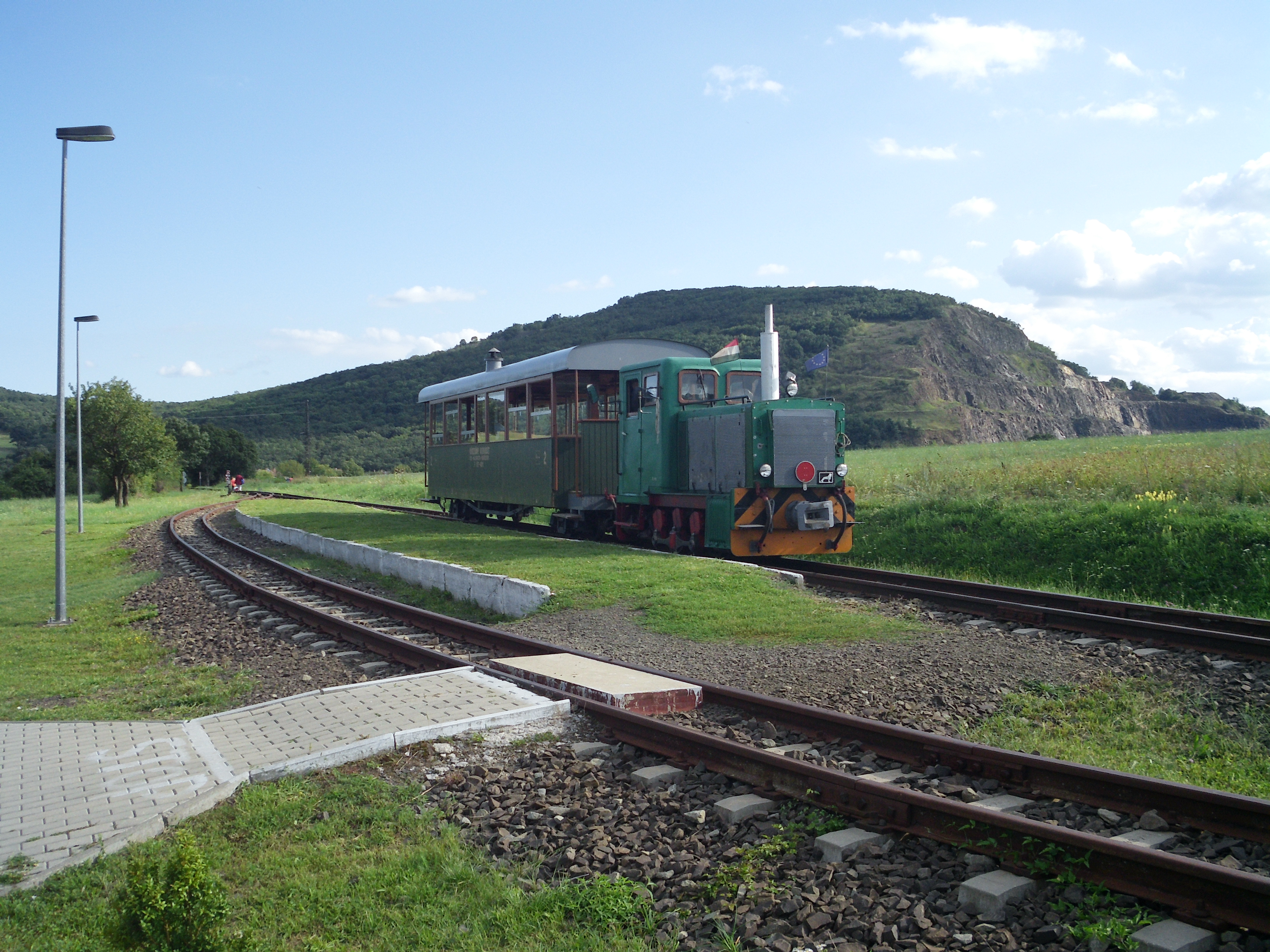
Waldbahn Szob–Nagybörzsöny
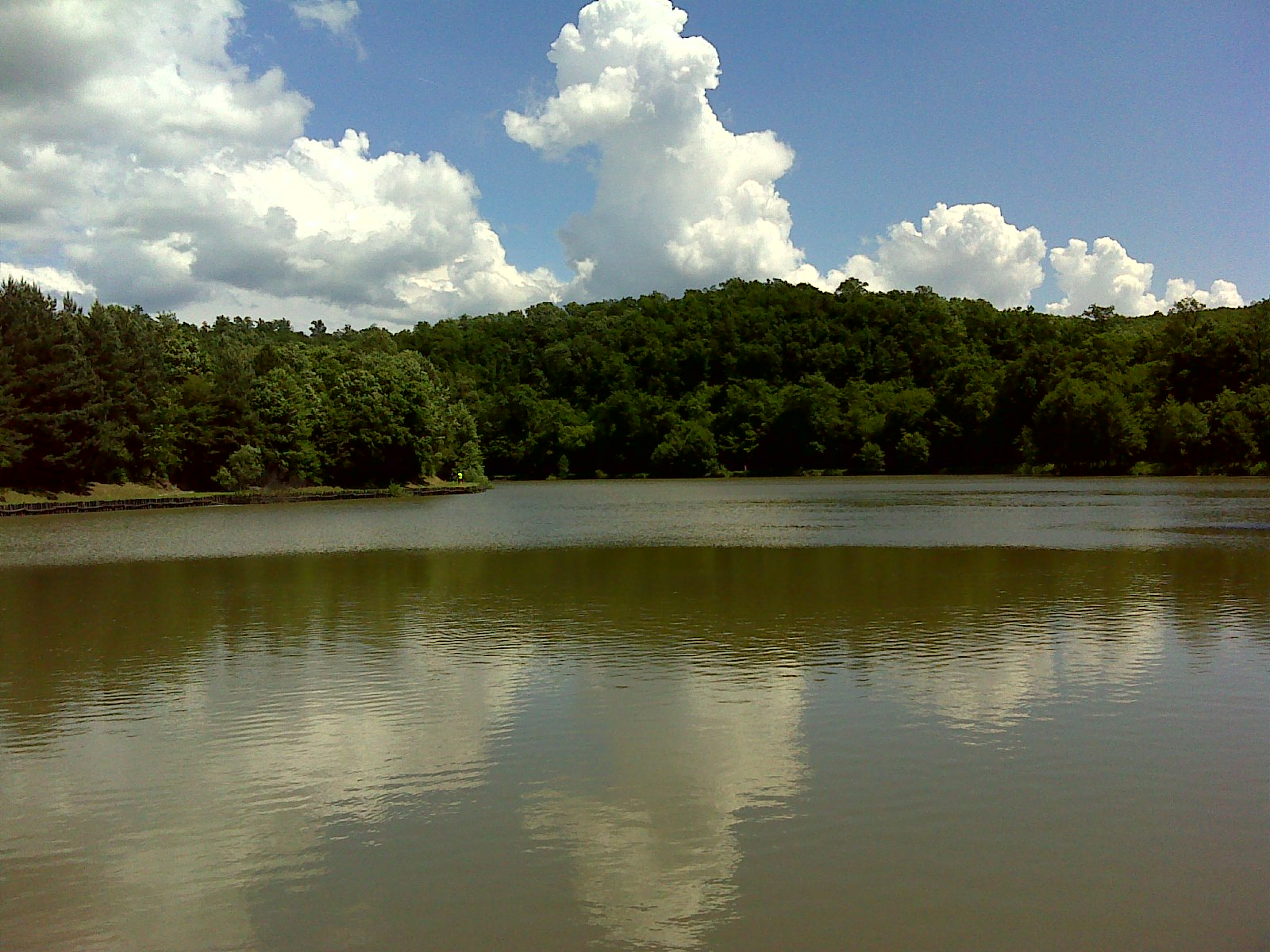
Stausee (Toronyalja horgásztó)

## Verkehr
Durch Márianosztra verläuft die Nebenstraße Nr. 12108. Es bestehen Busverbindungen nach Szob sowie über Kóspallag, Kismaros, Nagymaros und Verőce nach Vác. Der nächstgelegene Bahnhof befindet sich in Szob.